# داوسون (جورجیا)
داوسون، جورجیا (به انگلیسی: Dawson, Georgia) یک شهر در ایالات متحده آمریکا با جمعیت ۵٬۰۵۸ نفر است که در جورجیا واقع شده است.

## موقعیت جغرافیایی
موقعیت جغرافیایی شهرها و مناطق اطراف به شرح زیر است: